# Terahertzes sugárzás

A terahertzes sugárzás az elektromágneses spektrumban

A terahertzes sugárzás az elektromágneses spektrumnak az infravörös és a mikrohullámú sugárzás közé eső tartománya. A határok nem szigorúak, a frekvenciája nagyjából a 0,1-10 THz között van. Ez a tartomány hullámhosszban a 3-0,03 mm közöttinek felel meg. Egy a THz-es sugárzásban terjedő foton energiája 0,41-41 meV között lehet, ami például a röntgenfotonok keV-os nagyságrendű energiájához képest nagyon kicsi, milliomod résznyi. Ez azt jelenti, hogy a terahertzes sugárzás úgynevezett kisenergiájú, tehát nem ionizáló hatású sugárzás, nem veszélyes az élő szervezetekre.

## Tulajdonságai
A THz-es hullámban az elektromos és mágneses tér erőssége 10-0,1 ps közötti periódusidővel változik. Minden az abszolút nulla foknál magasabb hőmérsékletű test bocsát ki elektromágneses sugárzást, ehhez a frekvenciatartományhoz is kiszámolható, hogy milyen hőmérséklet tartomány kapcsolódik. Ez a THz-es sugárzás esetén 4,8-480 K között lehet. Például az emberi test 37°C = 310 K-es hőmérsékletének egy 6 THz-es elektromágneses sugárzás felel meg. Mi magunk is bocsátunk ki terahertzes sugárzást, természetes módon jelen van a környezetünkben.

## Előállítása, detektálása
A terahertzes sugárzáshoz kapcsolódó tudományos kutatások, vizsgálati módszerek csak az utóbbi 20-30 évben váltak elterjedtté, mivel korábban csak nagyméretű vagy nehézkesen használható eszközökkel tudták mesterségesen előállítani, illetve érzékelni őket. Terahertzes forrás volt például a szinkrotron, vagy a szabadelektron-lézer. Detektorként pedig a távoli infravörös spektroszkópiában használt folyékony héliumhűtésű bolométert vagy Golay-cellát használták. A félvezetőkhöz kapcsolódó technológiai fejlődés és a különleges tulajdonságú lézerek megjelenése mára lehetővé tette asztali méretű terahertzes források és detektorok kifejlesztését.
Igen elterjedt terahertzes forrás manapság a fotovezető kapcsoló, ami két fémelektródához csatlakozó félvezető rétegből áll. Ha a félvezető réteget egy megfelelő hullámhosszú és impulzusidejű lézernyalábbal világítjuk meg, nagy sávszélességű (mintegy ~10 THz szélességű) terahertzes impulzus keletkezik. Egy másik előállítási módszer az úgynevezett optikai egyenirányítás. Itt a lézer fénye egy speciális tulajdonságú kristályra érkezik, amiben nemlineáris optikai folyamat eredményeként keletkezik a terahertzes sugárzás.
Detektálási módszerként az előbbi folyamatok fordított irányú megfelelőit használják. Például a fotovezető antennában áram keletkezik, ha egyszerre érkezik rá a lézerfény és a terahertzes jel. Vagy az elektro-optikai mintavételezésnél azt a nemlineáris optikai jelenséget használják ki, hogy nemlineáris kristályon áthaladó lézerfény polarizációs tulajdonsága megváltozik, ha terahertzes tér is jelen van.

## Alkalmazása
A THz-es frekvenciákon a különböző anyagok nagyon különböző tulajdonságokkal bírnak. A fémek nagyon reflektívek, azaz jól visszaverik a T sugarakat, a különböző összetételű vegyszerek jellegzetes spektrumokkal, úgynevezett spektrális ujjlenyomattal jellemezhetők. A víz nagyon jól elnyeli őket, azaz nagyon abszorbeál. Ugyanakkor az életünkben előforduló műanyag csomagolóanyagokon, a papíron, a ruházaton nagymértékben áthatolnak a T sugarak, tipikusan átlátszók ezen a tartományon. Ezekből a tulajdonságokból következően a terahertzes sugárzás nagyon jól használható mondjuk egy műanyag csomagolásban lévő anyag – pl. vegyszer, gyógyszer, robbanóanyag – analitikai azonosítására, vagy egy ruha alá elrejtett fémtárgy, fegyver, de akár kerámiából készült kés detektálására is. A terahertzes sugárzást felhasználó vizsgálati módszerek mára igen elterjedtek, mind a terahertzes spektroszkópiai, mind a képalkotó eljárásokban.